# Cyphocharax saladensis
Cyphocharax saladensis es una especie de peces de la familia Curimatidae en el orden de los Characiformes.

## Morfología
Los machos pueden llegar alcanzar los 6,7 cm de longitud total.

## Alimentación
Es detritívoros.

## Hábitat
Vive en zonas de clima subtropical.

## Distribución geográfica
Se encuentran en Sudamérica:  cuenca meridional del río de La Plata y cuencas fluviales costeras de Rio Grande do Sul y Santa Catarina.